# Lijst van grietmannen van Kollumerland en Nieuwkruisland
Dit is een lijst van grietmannen van de voormalige Nederlandse grietenij Kollumerland en Nieuwkruisland in de provincie Friesland tot de invoering van de gemeentewet in 1851. De grietenij bestond eerder uit twee grietenijen: Kollumerland en het tussen 1529 en 1542 ingepolderde Nieuwkruisland. Beiden werden vanaf 1558 door dezelfde grietman bestuurd.
| Ambtsperiode    | Naam grietman                                 | Leven      | Bijzonderheden |
| --------------- | --------------------------------------------- | ---------- | --- |
| 1500 - 1501     | Schelte van Scheltinga                        | †1516/1517 | Was getrouwd met Kinsck Tjaerda en noemde zich ook wel Schelte Tjaerda. Grietman van Kollumerland. Tevens van Achtkarspelen en Dantumadeel. Vermeld in 1501, niet meer in 1503. Was eveneens raadsheer aan het Hof van Friesland. |
| 1503            | NN Sleeswijgk                                 |            | (Schleswigk), schrijver van Kollum en grietman van Kollumerland |
| 1510 - 1515     | Sippe van Meckema                             | †1519      | Grietman van Kollumerland. Zijn grootvader, Worp Tjaerda van Starkenborgh, was een neef van Kinsck Tjaerda, de vrouw van Schelte Scheltinga. |
| 1515 - 1518     | Gaycke van Broersma                           | †<1528     | Grietman van Kollumerland. |
| ca. 1518 - 1523 | Hendrick de Wente                             |            | Grietman van Kollumerland. |
| 1523 - 1536     | Ballinck van Phaesma                          |            | Grietman van Kollumerland. |
| 1536 - 1555     | Sebastiaan van Schonenburg                    | †1558      | Grietman van Kollumerland. Zijn zoon Maarten zou later grietman van Dantumadeel worden. Conflict met abt van Jeruzalem over de jurisdictie over Burum. |
| 1556 - 1557     | Joost van Hardenbroek                         | 1510-1557  | Grietman van Kollumerland. Afkomstig van kasteel Hardenbroek. Aangesteld door Karel V. Was getrouwd met Lucia, dochter van Sebastiaan van Schonenburg. |
| 1557 - 1558     | Lieuwe van Jelgersma                          | †1581      | Provisioneel grietman. Tevens grietman van Achtkarspelen. |
| 1558 - 1569     | Claes Clant                                   | †1570      | Eerste grietman van Kollumerland en Nieuwkruisland. Eerder grietman van Nieuwkruisland. Zoon van Lubbert Clant, burgemeester van Groningen. Hij bewoonde de Clantstate te Augsbuurt. |
| 1569 - 1575     | Sierck van Donia                              | †1575      | Zoon van Sierck van Donia, grietman van Hennaarderadeel en schoonzoon van luitenant-stadhouder Zeger van Groesbeek. |
| 1575            | Lieuwe van Jelgersma                          | †1581      | Provisioneel grietman van 24 september 1575 tot 21 oktober 1575. Tevens grietman van Achtkarspelen. |
| 1575 - 1578     | Rienck van Dekema                             | 1547-1618  | Zoon van Pieter van Dekema, grietman van Baarderadeel. Ook hopman onder Caspar de Robles. Hij was getrouwd met Maximiliana, een dochter van Jan van Ligne. Afgezet. |
| 1578 - 1582     | Sicke Clant                                   | †1582      | Zoon van Claes Clant. Bewoonde eveneens de Clantstate te Augsbuurt. |
| 1582 - 1584     | Epe van Bootsma                               | †1609      | Zijn broer Sierck was getrouwd met Syts Phaesma, dochter van Ballink Phaesma. Zijn zuster Geel was getrouwd met Frans Huyghis, secretaris onder Sicke van Clant. |
| 1584 - 1587     | Jelger van Feytsma                            | †1620      | Aansluitend grietman van het Bildt. |
| 1587 - 1599     | Sippe van Meckema                             | †1599      | Kleinzoon van de zus van voorgaande Sippe van Meckema. Zijn zoon Hessel trouwde met His van Feytsma, een zuster van Jelger van Feytsma. |
| 1599 - 1600     | Feycke van Herbranda                          | †1619      | Provisioneel grietman van 30 november 1599 tot 23 januari 1600. Tevens grietman van Achtkarspelen. |
| 1600 - 1626     | Bocke van Feytsma                             | †1626      | Zoon van Jelger van Feytsma. Hij stichtte de Feitsmastate ten noorden van Kollum. |
| 1627            | Tjerk Boelens                                 | 1582-1651  | Provisioneel grietman. Tevens grietman van Achtkarspelen. |
| 1627 - 1639     | Hayo van Rinia                                | †1639      | Eerder dijkgraaf van Kollumerland. Getrouwd met Maycke Huyghis, dochter van Frans Huyghis en Geel Bootsma. |
| 1639 - 1652     | Ritscke van Eysinga                           | 1603-1652  | Zijn zuster Lisck was getrouwd met Hessel van Meckema, kleinzoon van Scipio van Meckema. Zijn zwager was Ruurd van Feytsma, zoon van Bocke van Feytsma. |
| 1653 - 1666     | Feye van Scheltema                            | †1666      | Was getrouwd met Luts van Aylva. Zij hertrouwde met Epe van Aylva. Was zowel verwant aan de vrouw van Bocko van Feytsma als Sicke en Claes Clant. |
| 1667 - 1712     | Epe van Aylva                                 | 1650-1720  | Driftig man. In 1681 tijdelijk geschorst en in die periode vervangen door Isaäc de Schepper, grietman van Achtkarspelen. Deed in 1712 afstand van het ambt ten gunste van zijn zoon. |
| 1712 - 1725     | Douwe Feyo van Aylva                          | 1675-1725  | Zoon van Epe van Aylva. |
| 1725 - 1730     | Gajus van Scheltinga                          | 1682-1730  | Zijn grootvader, Gajus Botnia van Broersma, was ontvanger onder Feye van Scheltema. |
| 1730 - 1743     | Willem Aemilius van Unia                      | 1692-1754  | Zoon van Douwe Carel van Unia, grietman van Tietjerksteradeel. Zijn eerste vrouw was verwant aan Douwe Feyo van Aylva en Epe van Aylva. Later schoonzoon van Tjalling Homme van Camstra, grietman van Idaarderadeel. |
| 1743 - 1775     | Willem Hendrik van Heemstra                   | 1696-1775  | De schoonmoeder van Willem Hendrik, Aurelia Catharina van Scheltinga, was een nicht van Gajus van Scheltinga en kleindochter van Gajus Botnia van Broersma. Ook Cornelis van Scheltinga dong mee naar dit ambt. De dochter van Cornelis, Lucia Catharina, trouwde met Hector Livius, een zoon van Willem Hendrik. |
| 1775 - 1795     | mr. Martinus van Scheltinga                   | 1744-1820  | Laatste voor de opsplitsing. Cornelis van Scheltinga kreeg het grietmanschap opnieuw aangeboden maar stond het af ten gunste van zijn zoon Martinus. |
| 1795 - 1816     | -                                             | -          | Geen grietmannen wegens de Franse Tijd. Opheffing, onderdeel van gewest, centraal bestuurd. In 1801 van een van de drostambten. Vanaf 1805 komt Daniël de Blocq van Haersma voor als landdrost over Kollumerland, Achtkarspelen en Dantumadeel. In 1806 combinatie van Kollumerland en Dantumadeel als baljuwage onder baljuw Petrus Adrianus Bergsma. In 1810 opdeling in gemeenten Kollum, Burum en Westergeest/Oudwoude met in 1813 aan het hoofd maires: Bote Fokke Eskes (Kollum), Enne Euwes (Burum) en Willem Hendrik van Heemstra (Westergeest/Oudwoude). |
| 1816 - 1818     | dr. Frans Julius Johan van Scheltinga         | 1749-1831  | Broer van Martinus van Scheltinga. |
| 1818 - 1826     | jhr. Willem Hendrik van Heemstra              | 1779-1826  | Neef van Martinus en Frans Julius Johan van Scheltinga; in 1826 werd hij erkend als baron. |
| 1827 - 1849     | Louis Gaspard Adrien graaf van Limburg Stirum | 1802-1884  | Schoonzoon van Martinus van Scheltinga. |
| 1850 - 1851     | mr. Age Tjepke Ruurd Sixma baron van Heemstra | 1801-1862  | Neef van Willem Hendrik van Heemstra. Eerder grietman van Barradeel. Werd de eerste burgemeester van Kollumerland en Nieuwkruisland. |